# Dead for a Dollar
Pour plus de détails, voir Fiche technique et Distribution.
Dead for a Dollar est un film américano-canadien réalisé par Walter Hill et sorti en 2022.
Il est présenté en avant-première hors compétition à la Mostra de Venise 2022. Il ne sort pas dans les salles françaises mais est diffusé sur Canal+ en septembre 2023.

## Synopsis
En 1897, dans la région de Chihuahua dans le territoire du Nouveau-Mexique. Le chasseur de primes Max Borlund est engagé par Martin Kidd, un homme politique et d'affaires de Santa Fe. Ce dernier lui demande de ramener sa femme Rachel, kidnappée par un déserteur nommé Elijah Jones. Lors de ses investigations au Mexique, Max retrouve son ennemi juré, Joe Cribbens, qu'il avait jadis envoyé en prison. Le chasseur de primes retrouve par ailleurs Rachel et Elijah, qui sont en réalité amants. Rachel cherchait en réalité à fuir son mari violent. Max est alors confronté à un dilemme.

## Fiche technique
- Titre original : Dead for a Dollar
- Titre de travail : Moon of Popping Tree
- Réalisation : Walter Hill
- Scénario : Walter Hill, d'après une histoire de Walter Hill et Matt Harris
- Musique :	Xander Rodzinski
- Décors : RA Arancio-Parrain
- Costumes : Lahly Poore
- Photographie : Lloyd Ahern II (en)
- Montage : Phil Norden
- Production : Kirk D'Amico, Neil Dunn, Carolyn McMaster, Berry Meyerowitz et Jeremy Wall
- Production déléguée : Jerry Leider et Lawrence Mortorff
- Sociétés de production : Myriad Pictures, Polaris Pictures et Chaos a Film Company
- Société de distribution : Quiver Distribution (États-Unis), Myriad Pictures (monde)
- Budget : n/a
- Pays de production :  États-Unis,  Canada
- Langues originales : anglais, espagnol
- Format : couleur
- Genre : western, thriller
- Durée : 114 minutes
- Dates de sortie[2] :
  - Italie : 6 septembre 2022 (Mostra de Venise)
  - États-Unis : 30 septembre 2022
  - France : 30 septembre 2023 (1re diffusion sur Canal+)
- Classification[3] :
  - États-Unis : R

## Distribution
- Christoph Waltz (VF : Christian Gonon) : Max Borlund
- Willem Dafoe (VF : Éric Herson-Macarel) : Joe Cribbens
- Rachel Brosnahan (VFB : Maia Baran) : Rachel Kidd
- Brandon Scott (VFB : Claudio Dos Santos) : Elijah Jones
- Warren Burke (VFB : Olivier Prémel) : le sergent Alonzo Poe
- Benjamin Bratt (VFB : Francisco Gil) : Tiberio Vargas
- Hamish Linklater (VFB : Franck Dacquin) : Martin Kidd
- Luis Chavez (VF : Fred Colas) : Esteban Romero

## Production

### Genèse et développement
Lors du Marché du film de Cannes en juin 2021, les acteurs Christoph Waltz et Willem Dafoe sont annoncés dans les rôles principaux de Dead for a Dollar, un western écrit et réalisé par Walter Hill. Ce film marque le retour de Christoph Waltz dans ce genre après Django Unchained (2012) et le retour de Walter Hill à la réalisation depuis Revenger (2016). Ce dernier avait par ailleurs déjà mis en scènes plusieurs westerns comme Le Gang des frères James (1980), Geronimo (1993) et Wild Bill (1995). Le film est notamment produit par Kirk D’Amico et Myriad Pictures. Le producteur déclare : « Nous sommes extrêmement heureux de travailler avec le légendaire Walter Hill qui a créé un western avec des thèmes contemporains et des personnages à l’esprit moderne. Les acteurs primés Christoph Waltz et Willem Dafoe incarneront les rôles principaux extraordinaires qui sont destinés à l’histoire du cinéma. »
En août 2021, Rachel Brosnahan, Brandon Scott, Warren Burke et Benjamin Bratt,,. Le 21 septembre de la même année, la présence de Hamish Linklater est révélée.

### Tournage
Le 24 août 2021, le Albuquerque Journal révèle que le tournage a débuté à Santa Fe au Nouveau-Mexique. De nombreuses personnes sont engagées sur place. Les prises de vues s'achèvent le 21 septembre 2021.

## Sortie et accueil

### Dates de sortie
Le film est présenté en avant-première hors compétition à la Mostra de Venise, début septembre 2022. Il sort quelques semaines plus tard dans les salles, distribué par Quiver Distribution sur le sol américain et par Myriad Pictures à l'international. Il est publié en Blu-ray et DVD sur le sol américain le 4 octobre 2022.
En France, il ne sort pas au cinéma. Il est diffusé sur Canal+ le 30 septembre 2023

### Critique
Le film reçoit des critiques partagées. Sur l’agrégateur de critiques Rotten Tomatoes, il obtient 53% d'avis favorables pour 51 critiques et une note moyenne de 5,5⁄10. Le consensus suivant résume les critiques compilées par le site : « Il y a certainement de pires westerns, mais avec Walter Hill derrière la caméra et un casting de tueur au travail, Dead for a Dollar aurait dû avoir un niveau de divertissement plus élevée ». Sur Metacritic, il obtient une note moyenne de 61⁄100 pour 17 critiques.
Frédéric Foubert du magazine français Première souligne l'hommage au cinéma de Budd Boetticher. Il regrette cependant un « film bricolé, tourné pour pas trop cher [...] Un western qui préfère les conversations en chambre et les saloons dépeuplés aux grands espaces. » Il ajoute : « Le principal problème du film (outre sa photo sépia un peu moche) est que Walter Hill n’arrive jamais à gérer son trop-plein de personnages, et tous les thèmes que ceux-ci charrient : il y a la rivalité classique entre les briscards Waltz et Dafoe (l’homme de loi et le outlaw), la femme qui veut échapper à son mari violent et revendiquer sa liberté dans un Ouest sauvage qui la lui refuse, les soldats noirs méprisés par leur hiérarchie, tiraillés entre intégration et rébellion. »

## Distinctions

### Sélections
- Mostra de Venise 2022 : sélection officielle, hors compétition